# Simeon ten Holt
Simeon ten Holt (ur. 24 stycznia 1923 w Bergen, zm. 25 listopada 2012 w Alkmaarze) – holenderski kompozytor, tworzący w dwudziestym wieku w stylu minimalistycznym.

## Wybrane dzieła
- Kompozycje I, II, III, IV (1942–1945)
- Sonata (1953)
- 20 Bagatel (1954)
- Allegro ex Machina (1955)
- Diagonaalsuite (1957)
- Diagonaalmuziek (1958)
- Muziek voor Pieter (1958)
- Diagonaalsonate (1959)
- 5 Etiud
- Cyclus aan de Waanzin (1961–1962)
- Sekwensen (1965)
- Interpolations (1969)
- 5 Utworów (1970–1972)
- Canto Ostinato (1973–1979)
- Natalon w E (1980)
- Leminscaat (1982–1983)
- Horyzont, dla 4 pianistów (1983–1985)
- Meandry, na 4 fortepiany (1997)

Źródło: Compositions by Simeon ten Holt.